# Giới Hưu
Giới Hưu (tiếng Trung: 介休市; bính âm: Jièxiū) là một thành phố cấp huyện của địa cấp thị Tấn Trung, tỉnh Sơn Tây, Trung Quốc. Thành phố được nâng cấp từ huyện vào năm 1992. Thành phố có trữ lượng tan dồi dào và là một nguồn cung cấp than cố chính của Trung Quốc.

### Nhai đạo
- Bắc Quan (北关街道)
- Tây Quan (西关街道)
- Đông Nam (东南街道)
- Tây Nam (西南街道)
- Bắc Đàm (北坛街道)

### Trấn
| - Nghĩa An (义安镇) - Trường Lan (张兰镇) - Liên Phúc (连福镇) - Hồng Sơn (洪山镇) | - Long Cương (龙凤镇) - Miên Sơn (绵山镇) - Nghĩa Đường (义棠镇) |

### Hương
- Thành Quan (城关乡)
- Chu Cổ (宋古乡)
- Tam Giai (三佳乡)